# Philipp Marx
Philipp Marx (* 3. února 1982, Biedenkopf, Německo) je současný německý profesionální tenista. Ve své dosavadní kariéře nevyhrál na okruhu ATP World Tour žádný turnaj. Na turnajích typu Challenger zaznamenal 11 finálových vítězství ve čtyřhře. Jeho nejvyšším umístěním na žebříčku ATP ve dvouhře bylo 300. místo (3. duben 2006) a ve čtyřhře 63. místo (1. únor 2010).

## Finálové účasti na turnajích ATP World Tour (1)

### Čtyřhra - prohry (1)
| Legenda                                                       |
| ATP International Series Gold / ATP World Tour 500 Series (0) |
| ATP International Series / ATP World Tour 250 Series (1)      |

| Č. | Datum         | Turnaj            | Povrch | Partner      | Vítězové             | Výsledek    |
| 1. | 28. únor 2010 | Delray Beach, USA | tvrdý  | Igor Zelenay | Bob Bryan Mike Bryan | 6-3, 7-6(3) |

## Tituly na turnajích ATP Challenger Tour (11)

### Čtyřhra (11)
| Č.  | Datum              | Turnaj       | Povrch      | Partner          | Soupeři ve finále                     | Výsledek          |
| 1.  | 25. listopad, 2006 | Shrewsbury   | tvrdý (h)   | Frederik Nielsen | Lars Burgsmüller Mischa Zverev        | 6-4, 6-4          |
| 2.  | 9. září, 2007      | Düsseldorf   | antuka      | Fabio Colangelo  | Filip Polášek Igor Zelenay            | 3-6, 6-3, 10-7    |
| 3.  | 8. červen, 2008    | Fürth        | antuka      | Alexander Peya   | Daniel Köllerer Frank Moser           | 6-3, 6-3          |
| 4.  | 6. červenec, 2008  | Lugano       | antuka      | Rameez Junaid    | Mariano Hood Eduardo Schwank          | 7-6(7), 4-6, 10-7 |
| 5.  | 13. červenec, 2008 | Scheveningen | antuka      | Rameez Junaid    | Matwe Middelkoop Melle van Gemerden   | 5-7, 6-2, 10-6    |
| 6.  | 7. září, 2008      | Alphen       | antuka      | Rameez Junaid    | Bart Beks Matwe Middelkoop            | 6-3, 6-2          |
| 7.  | 22. únor, 2009     | Bělehrad     | koberec (h) | Michael Kohlmann | Aisam-ul-Haq Qureshi Lovro Zovko      | 3-6, 6-2, 10-8    |
| 8.  | 12. duben, 2009    | Athény       | antuka      | Rameez Junaid    | Jesse Huta Galung Rui Machado         | 6-4, 6-3          |
| 9.  | 31. květen, 2009   | Karlsruhe    | antuka      | Rameez Junaid    | Tomasz Bednarek Aisam-ul-Haq Qureshi  | 7-5, 6-4          |
| 10. | 22. listopad, 2009 | Bratislava   | tvrdý (h)   | Igor Zelenay     | Leoš Friedl David Škoch               | 6-4, 6-4          |
| 11. | 6. prosinec, 2009  | Salcburk     | tvrdý (h)   | Igor Zelenay     | Sanchai Ratiwatana Sonchat Ratiwatana | 6-4, 7-5          |

## Postavení na žebříčku ATP na konci sezóny

### Dvouhra
| Rok    | 2001  | 2002   | 2003   | 2004   | 2005   | 2006   | 2007   | 2008    | 2009 |
| Pořadí | 1112. | ▲ 601. | ▼ 686. | ▲ 438. | ▲ 419. | ▼ 463. | ▼ 643. | ▼ 1345. | ▼x   |

### Čtyřhra
| Rok    | 2002  | 2003   | 2004   | 2005   | 2006   | 2007   | 2008   | 2009  |
| Pořadí | 1402. | ▲ 685. | ▲ 674. | ▲ 434. | ▲ 288. | ▲ 183. | ▲ 109. | ▲ 75. |